# ジェームズ・ベラーディネリ
ジェームズ・ベラーディネリ（James Berardinelli, 1967年9月25日 - ）は、アメリカ合衆国の映画評論家、小説家である。

## 生い立ちと私生活
ニュージャージー州ニューブランズウィックで生まれ、モリスタウンで幼少期を過ごす。9歳の時にチェリーヒルの町に移り、チェリーヒル・ハイスクール・イーストに通う。その後はピスカタウェイに移る。
1985年から1990年まではペンシルベニア大学に通い、電気工学の理学士号と修士号を取得する。卒業後はベルコア・カンパニー（現在のテレコーディア・テクノロジーズに勤務し、15年にわたって光ファイバー、ビデオテスティング、ソフトウェアシステムといった様々な分野に携わる 。
ニュージャージー州マウント・ローレルに在住している。2004年8月21日に自身のウェブサイトを通じて知り合った女性と結婚する。2010年5月12日に息子が生まれる。

## キャリア
ベラーディネリは1993年よりUsenetでレビュアーとなる。最初にレビューしたのは『セント・オブ・ウーマン/夢の香り』であった。ベラーディネリはまたウェブサイト「Reelviews.net」でブログ「ReelThoughts」を書いている。映画評論家のロジャー・イーバートはベラーディネリを「ウェブを拠点とする評論家の中で最高」と称し、ベラーディネリの書籍『Reelviews』では序文を書いた。ベラーディネリオンライン映画批評家協会の会員で、またRotten Tomatoesが承認した評論家でもある。
2013年9月、ベラーディネリは三部作となるファンタジー小説『The Last Whisper of the Gods』の執筆を発表した。第1巻は2015年11月、第2巻は2016年1月、2016年3月に発売された。

## ビブリオグラフィ
- Berardinelli, James (2003) ReelViews : The Ultimate Guide to the Best 1,000 Modern Movies on DVD and Video, ISBN 1-932112-06-5
- Berardinelli, James (2005) ReelViews 2: The Ultimate Guide to the Best 1,000 Modern Movies on DVD and Video, 2005 Edition,  ISBN 1-932112-40-5
- Berardinelli, James (2015) The Last Whisper of the Gods, ASIN B-016IWS-UN-M
- Berardinelli, James (2016) The Curse of the Gift, ASIN B-019CPR-EH-K